# Донья Леокадия Соррилья
«Донья Леокадия Соррилья» (исп. Una manola: doña Leocadia Zorrilla) — роспись испанского художника Франсиско Гойи, написанная между 1819 и 1823 годами на стене его «Дома Глухого». Одно из 14 подобных изображений, которое позднее было переведено на холст и ныне хранится в Музее Прадо.
Композиция первоначально, согласно инвентаризации в 1828—1830 годах друга Гойи Антонио Бругады, находилась среди панно, расположенных на нижнем этаже «Дома Глухого». В числе других «Мрачных картин» была переведена на холст художником Сальвадором Мартинесом Кубельсом по просьбе французского банкира Фредерика Эмиля д'Эрлангера для показа на Всемирной выставке 1878 года. Работа не привлекала покупателей и поэтому в 1881 году была подарена Музею Прадо.

## Сюжет картины
На картине изображена Леокадия Вейс, скорее всего любовница и горничная у Гойи, а также молодая родственница невестки Гойи Гумерсинды Гойкоечеа, что неизбежно вызвало раздоры между художником и его сыном Хавьером. В переведённой с штукатурки на холст картине Леокадия опирается на надгробие и её лицо закрыто траурной вуалью. Однако проведённая в наши дни рентгеновское просвечивание выявило, что Гойя изобразил модель, опирающейся на каминную доску и с открытым лицом. Что делает возможным предположение, что эти детали были добавлены чужой рукой и после смерти Гойи.

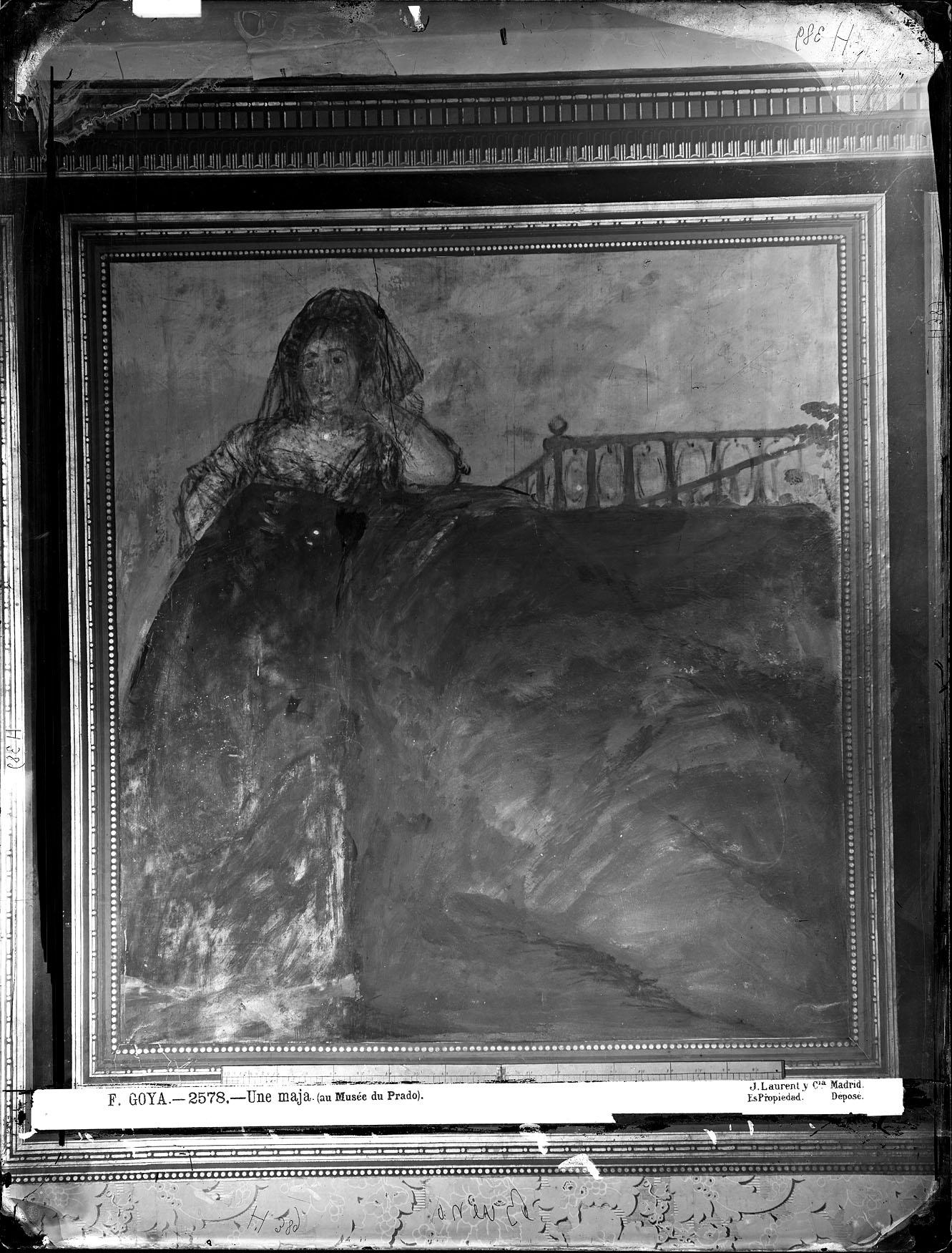
Донья Леокадия Соррилья. Снимок 1874 года росписи Гойи в Доме Глухого.